# Gebäude der Bremer Wollkämmerei

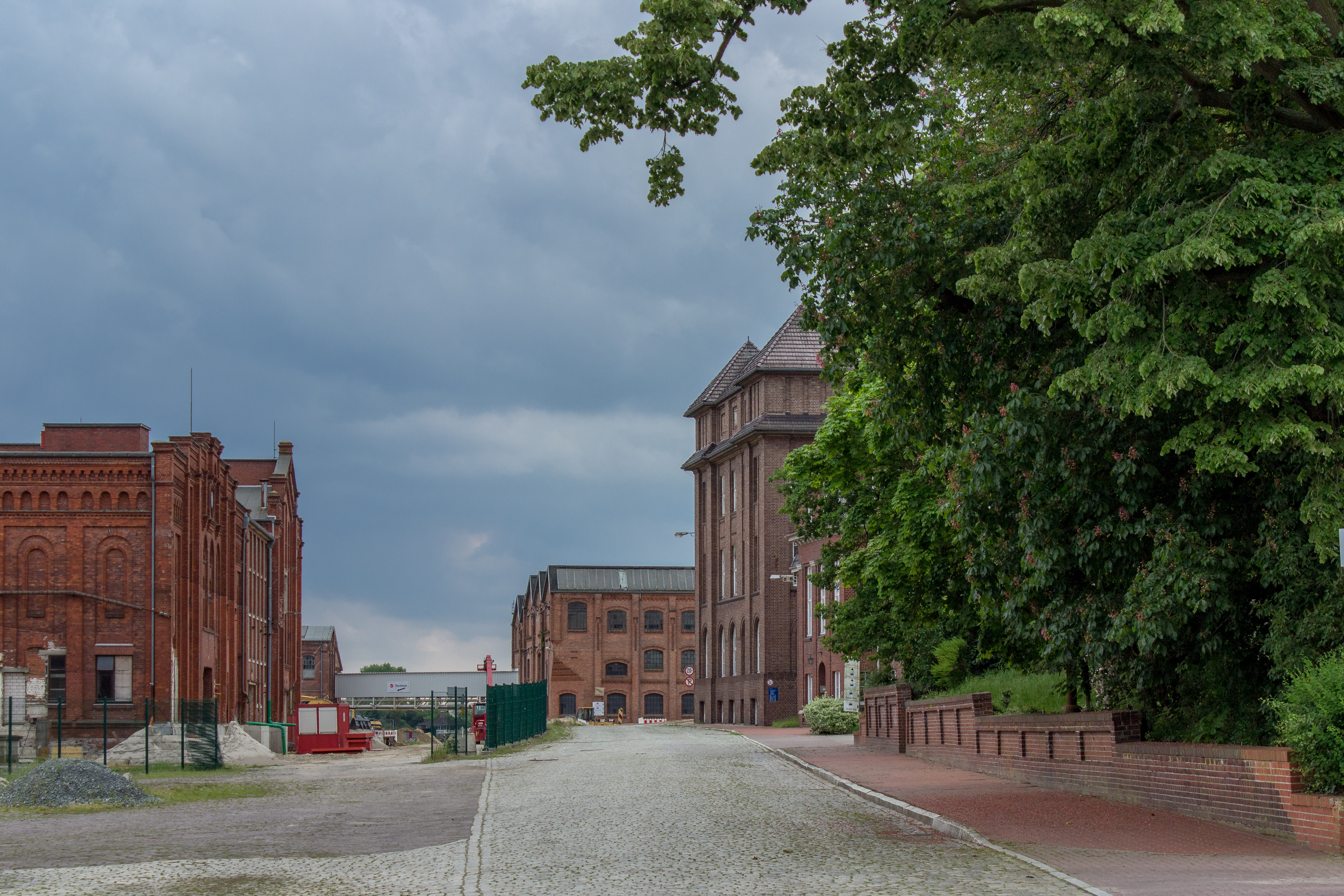
Bremer Woll-Kämmerei

Die Gebäudegruppe der Bremer Wollkämmerei in Bremen-Blumenthal, An der Wollkämmerei 1–11, der Nicolaus-H.-Schilling-Straße 4–8, der Landrat-Christians-Straße 95–99b, Zum Kammstuhl 6 und Zum Krempel 2, entstanden ab 1883 für die ehemalige Bremer Woll-Kämmerei. 
Viele Gebäude und Anlagen stehen seit 2012 als Einzeldenkmale oder größere Teile der Anlage als Ensemble unter Bremer Denkmalschutz. Die Woll-Kämmerei war weltweit lange Zeit das größte Unternehmen dieser Art.

## Geschichte

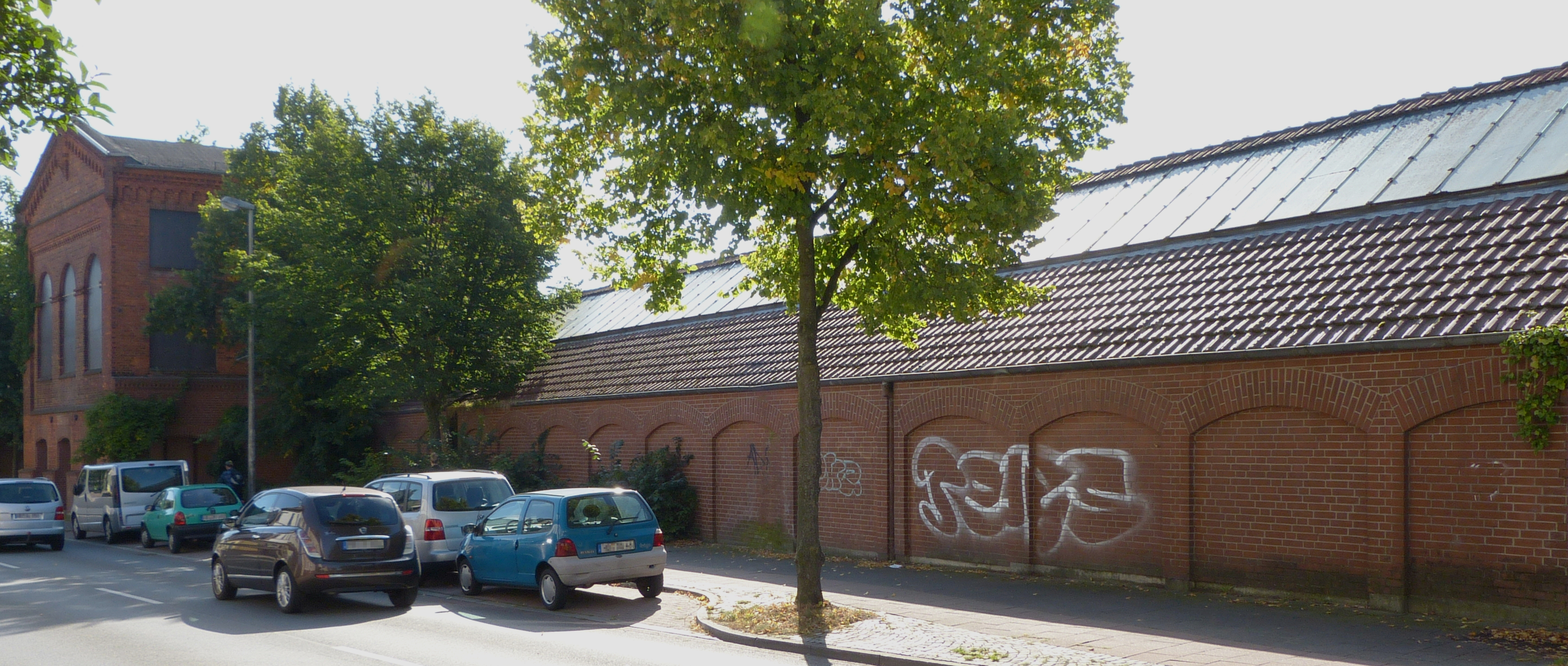
1889: Haus 12 + 81, Maschinenhaus + Nadelsetzerei

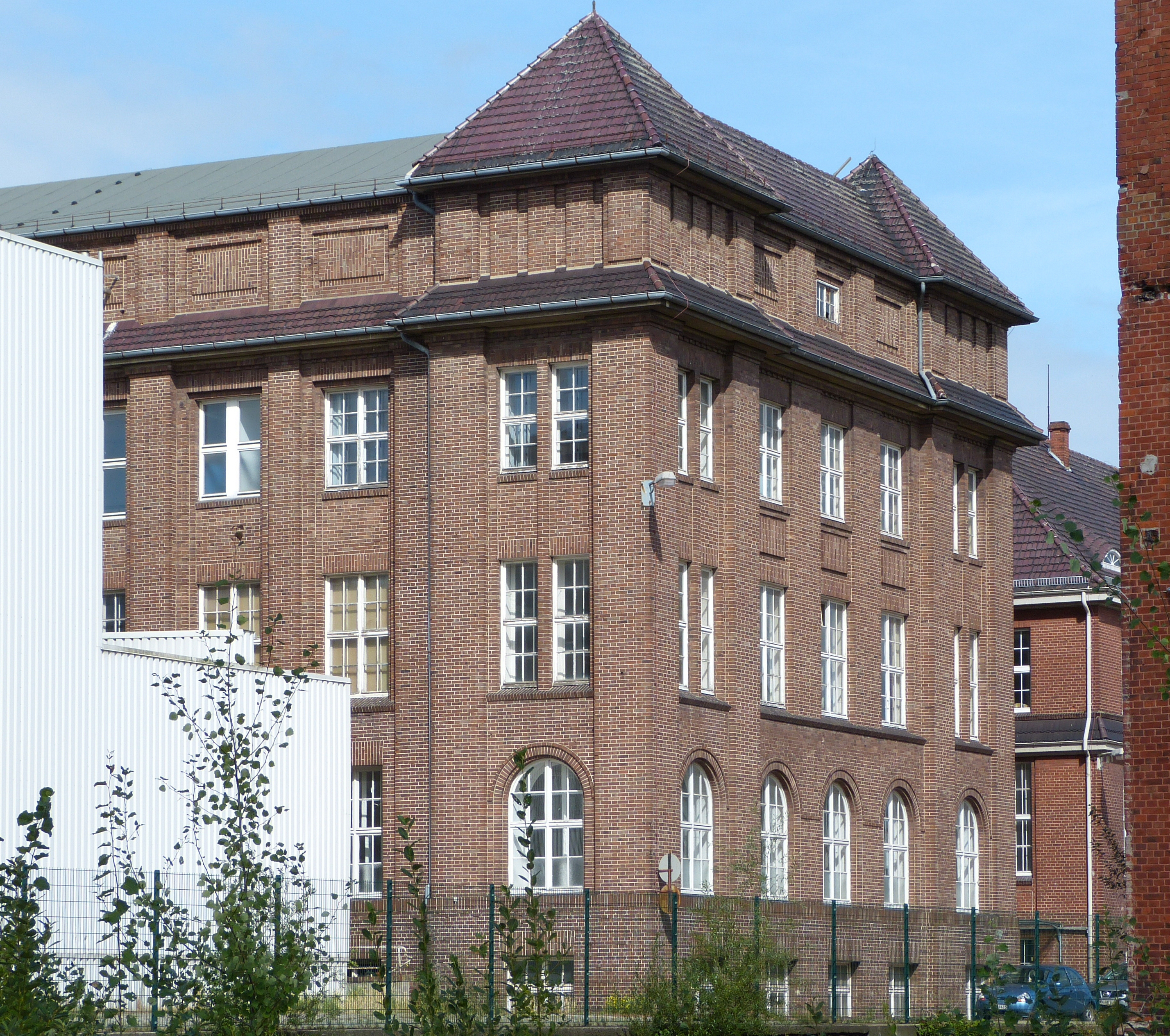
1915: Haus 43, Sortiergebäude

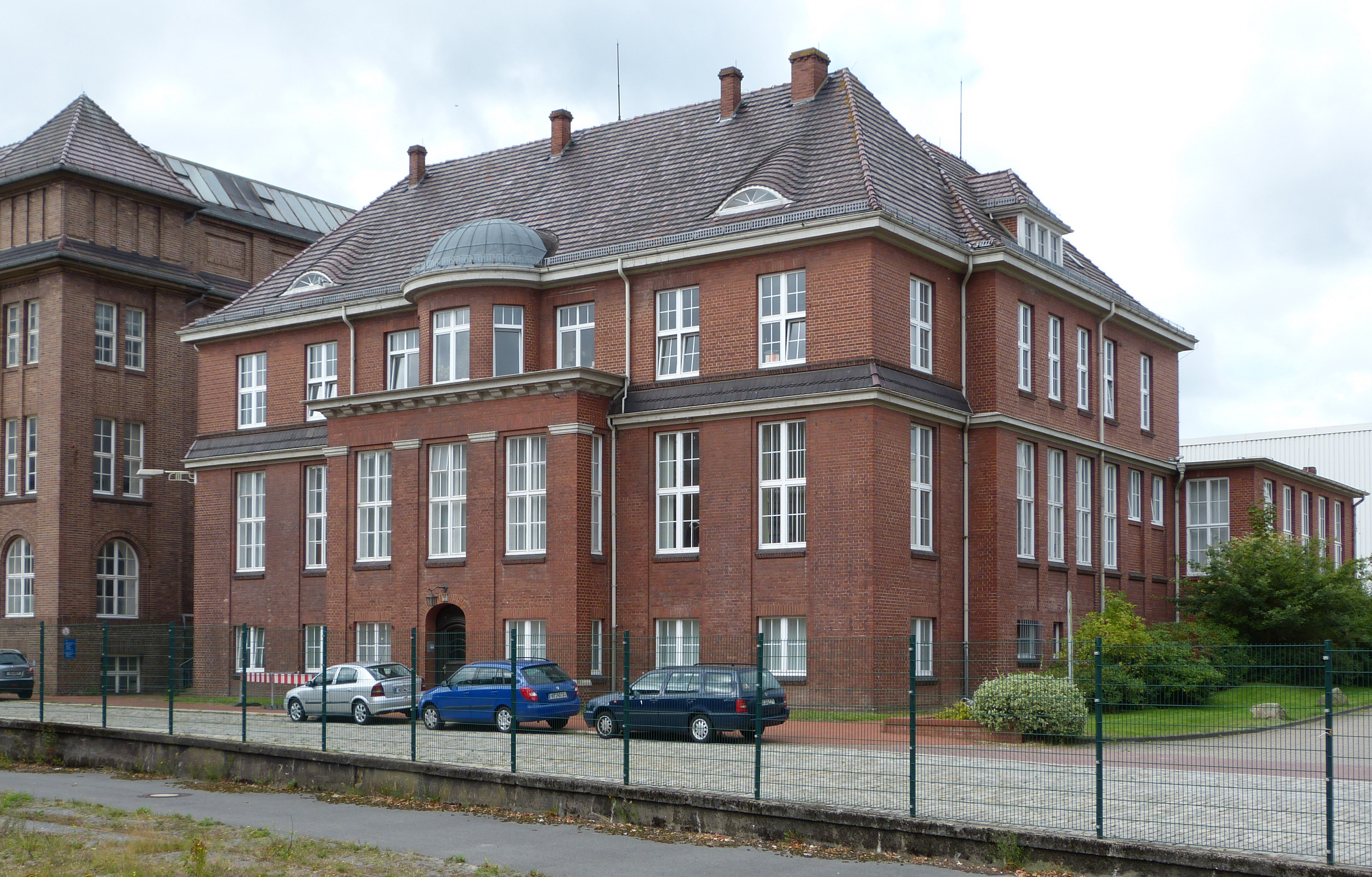
1913: Haus 50, Technische Verwaltung

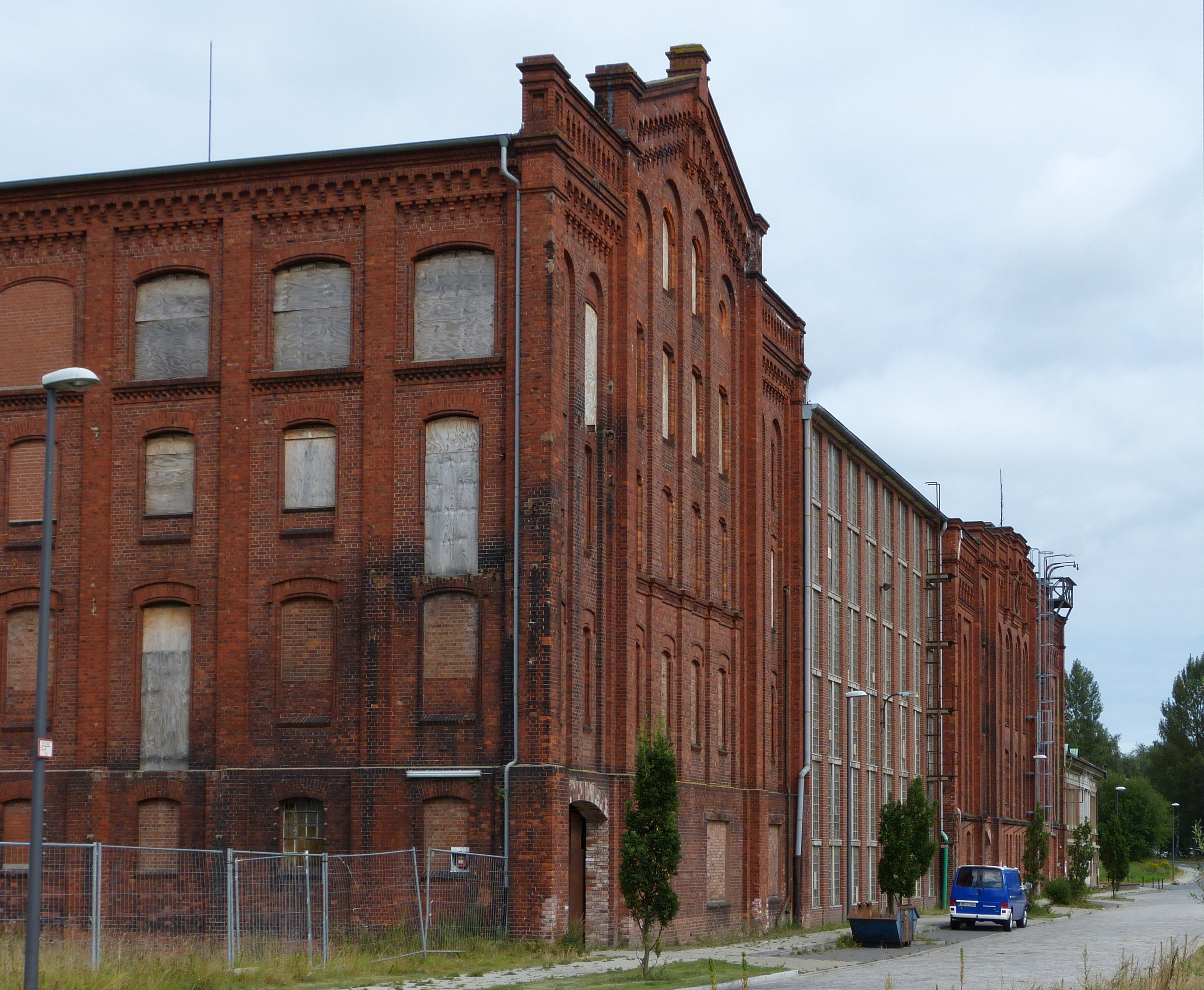
1895: Haus 100, Kammzuglager

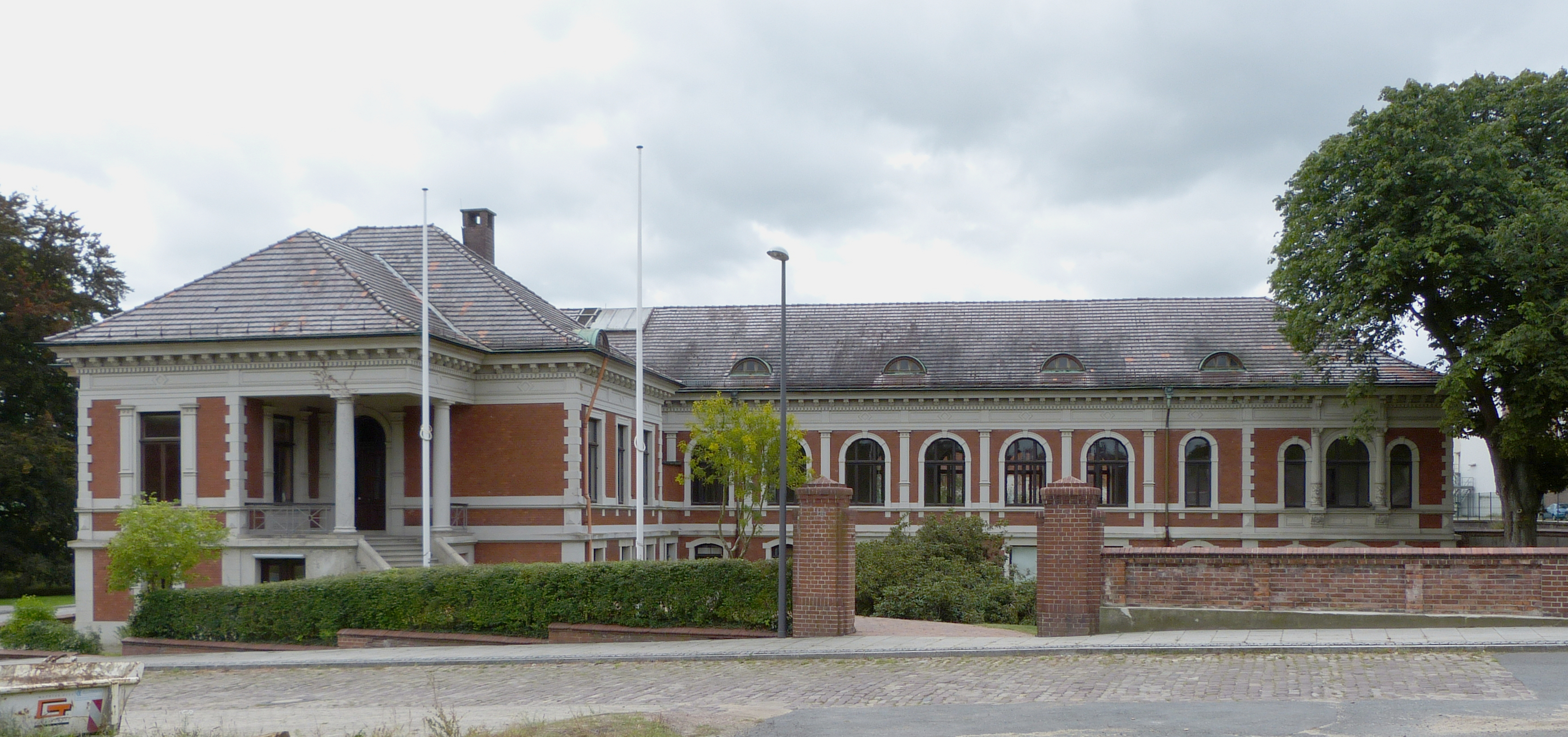
1897: Haus 107, Kaufmännische Verwaltung

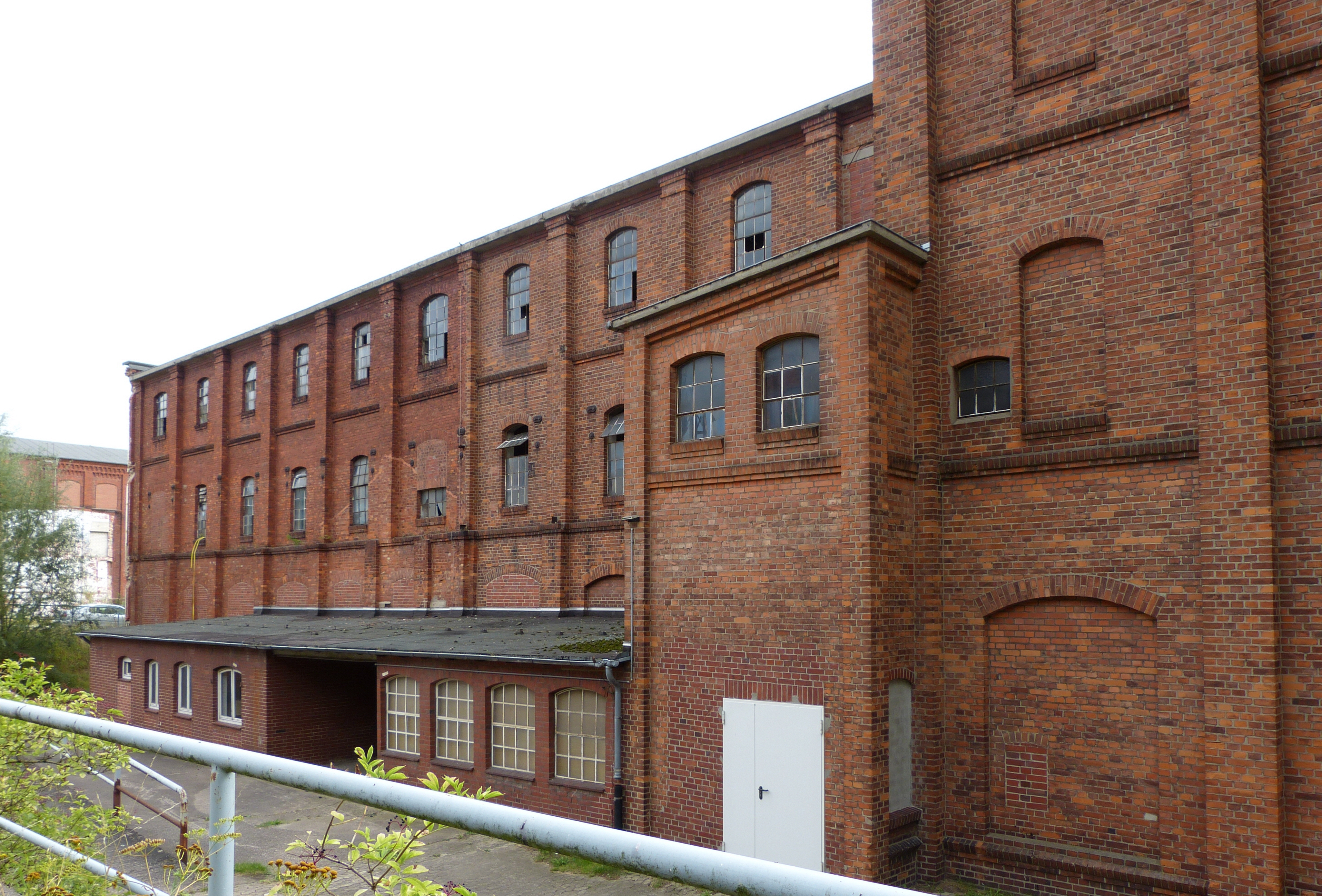
1910: Haus 132A, Wäscherei

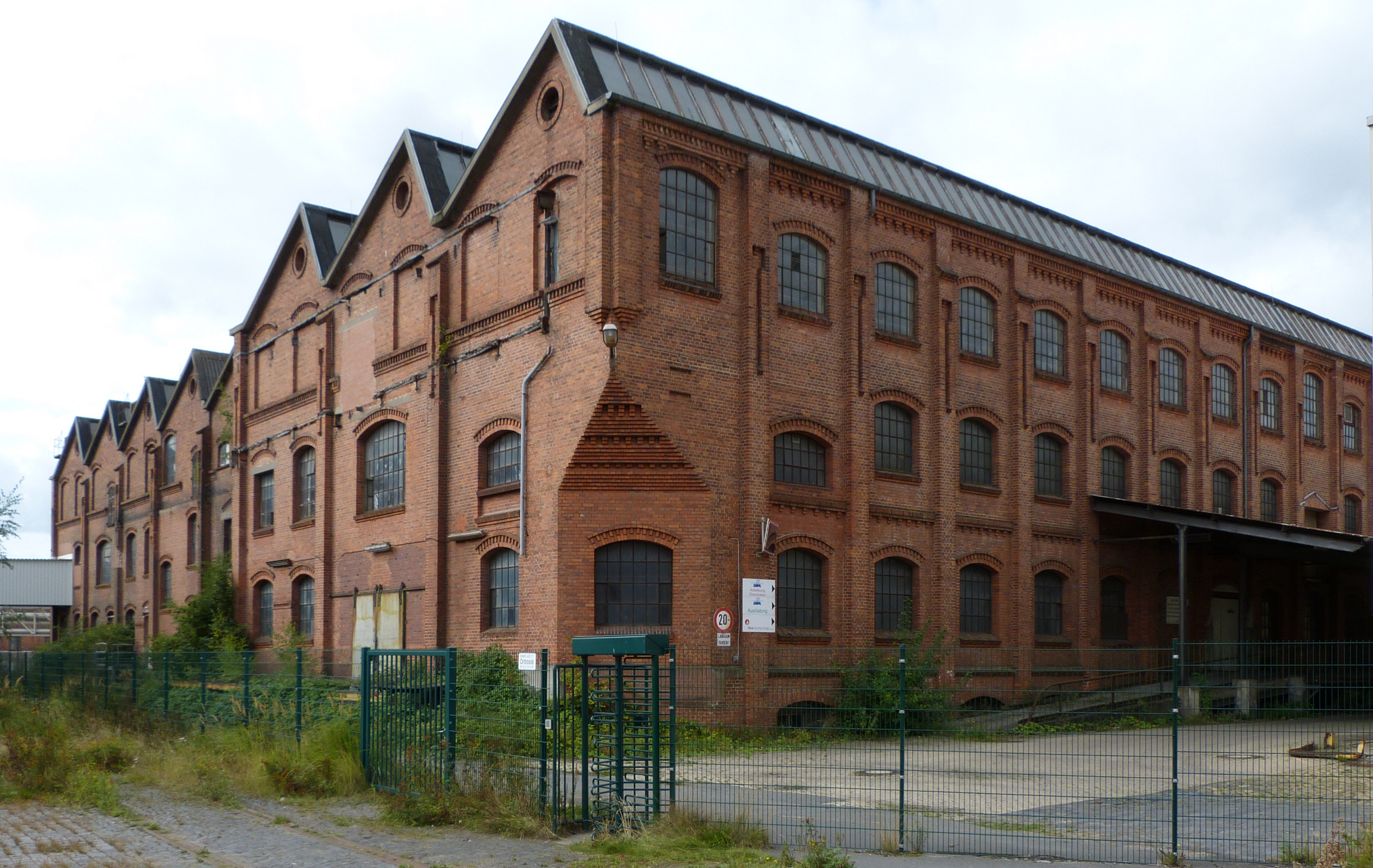
Lager-, Sortiergebäude, Haus 56

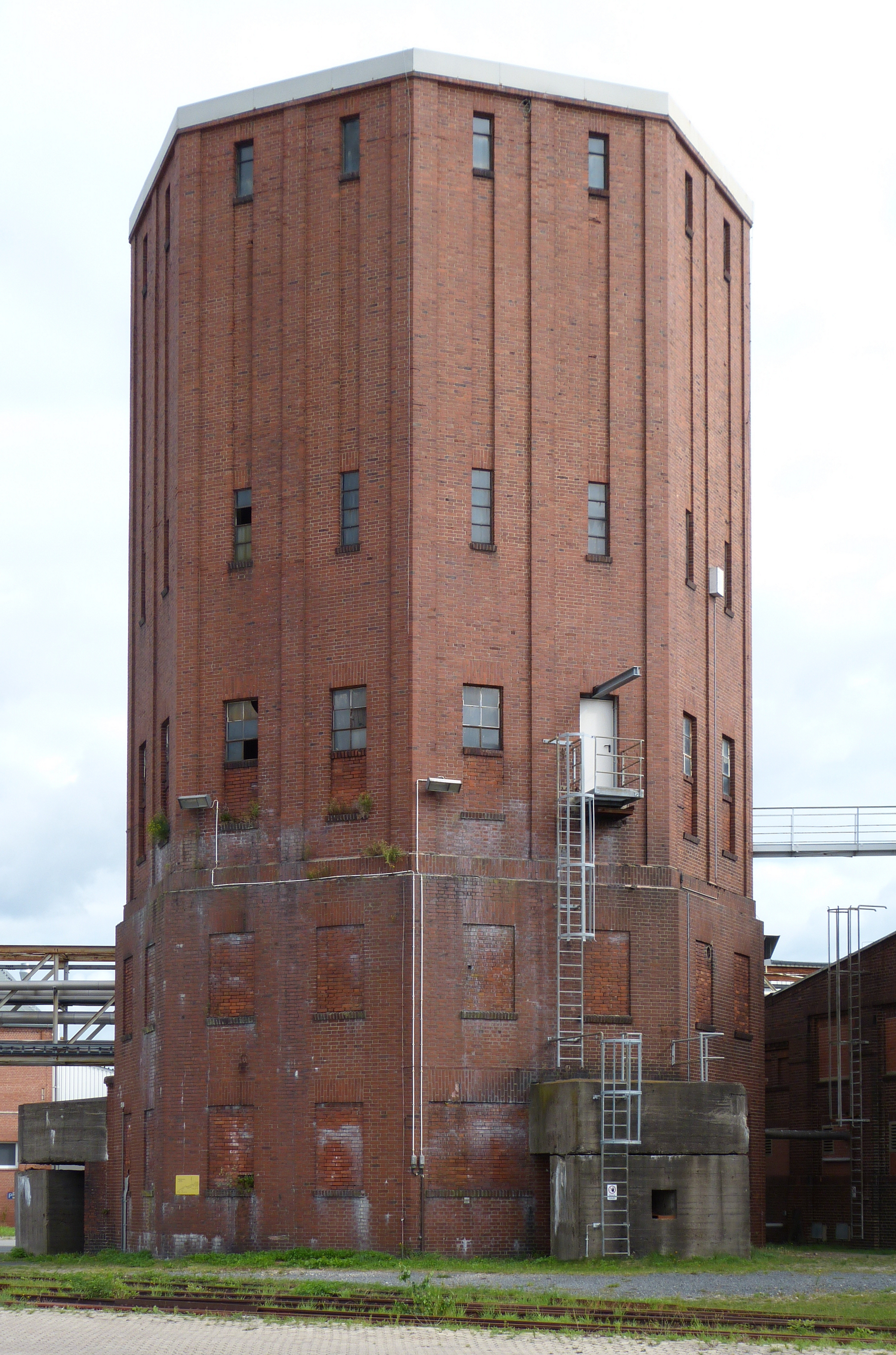
Wasserturm, Haus 159

Das Unternehmen wurde 1883 gegründet und bestand bis 2009. (Weiteres zur Wollkämmerei siehe beim Hauptartikel zur Firma) Die Gebäude werden heute (2019) durch verschiedene andere Firmen genutzt, die von der staatlichen Wirtschaftsförderungsgesellschaft Bremen (WFB) vermarktet werden.
2010 wurde in einem städtebaulichen Workshop- und Dialogverfahren ein Masterplan für die städtebauliche Entwicklung erarbeitet. Sieger des Wettbewerbs war die Arbeitsgemeinschaft Westphal Architekten, Bremen und Lohaus Carl Landschaftsarchitekten, Hannover. Dieser Entwurf wurde Grundlage für die nachfolgende Bauleitplanung mit dem Bebauungsplan von 2014.
In einige Gebäude zogen nach 2009 verschiedene gewerbliche Unternehmen, u. a. eine Tischlerei, eine Lackiererei, eine Firma für Wollhandel.

### Gebäude
Alle Gebäude erhielten Backsteinfassaden und viele Walmdächer. Die Einzeldenkmäler sind als ED gekennzeichnet.
- Das viergeschossige Hauptgebäude von 1883/84 wurde nach Plänen des Technischen Direktors der BWK Ernst Paul Zschörner gebaut (ED).
- 1885 bis 1889 folgte die Vergrößerung der Fabrik durch
  - Haus 7 von um 1887 als 2-gesch. Kesselhaus mit hohem Maschinenraum und Satteldach
  - Haus 12 und 81 von 1889 als 2-gesch. Maschinenhaus E und Nadelsetzerei
  - Haus 1 und 2 von vor 1889 als Toranlage und 2-gesch. Pförtnerhaus als Arkadenhaus mit Satteldach; nach 2009 Beratungsstelle der AWO und Sitz des Stadtteilmanagements
  - die eingeschossige Betriebsfeuerwehr von 1889
- Das Haus 100 und 101 von 1895 als 3-gesch. Kammzuglager mit aufwendiger Fassadengestaltung (ED); hier wurde die noch gekräuselte Schafwolle zu dem Halbfertigprodukt Kammzug aufgearbeitet, um in den Kammgarnspinnereien als Kammgarn weiter verarbeitet zu werden.[2] Ein gläsernes Treppenhaus wurde um 2019 an der Stirnseite angebaut und ein Oldtimerzentrum eingerichtet.
- Das Haus 107 von 1897, repräsentativer, zweigeschossiger Bau und in L-Form im Stil der Neorenaissance, wurde für die kaufmännische Verwaltung gebaut (ED).[3]
- Das Haus 56 von 1910 als 3-gesch. Lager- und Sortiergebäude mit Sheddach, prägender Eckausbildung und Jugendstilelementen.[4]
- Das Haus 132A von 1910 als 4-gesch. Wäscherei; im Süden Kraftwerksanbau
- Das Haus 140 von 1910 war das 3-gesch. Kraftwerk
- Das Haus 144 von 1910 als 2-gesch. Wasserhaus; Sitz der 2005 ausgegründeten BWK Chemiefaser GmbH (BWK CF)
- Der Bau der BWK-Badeanstalt ist von 1905.
- Das Haus 50 von 1913 als 3-gesch. repräsentativer Bau für die Technische Verwaltung mit Mittelrisalit, entworfen von Bauunternehmer F.H. Schmidt (ED). Nach 2009 Sitz des Bremer Wollhandelskontor International
- Das Haus 43 von 1915 als 4-gesch. Sortiergebäude mit Sockelgeschoss soll Bauunternehmer Louis Silus geplant haben.
- Der westliche Teil von Wätjens Park wurde 1916 angekauft und das vorhandene Schweizerhaus als BWK-Direktorenvilla umgebaut und so bis 1987 genutzt
- Das Haus 159 von 1922 als achteckiger hoher Wasserturm plante D. Eugen Fink, Hamburg
- Das Haus 162/163 von 1923 als 2-gesch. Pförtner- und Feuerwache; nach 2009 Hotel Feuerwache für Monteure
- Das Haus 118 von 1924 beim Tor I wurde als 1-gesch. Bau 1939 umgebaut
- Das Haus 173 von 1929 als 1-gesch. Fliegerhalle plante der Bauunternehmer F. H. Schmidt. 2019 richtete ein Großbrand in dieser Lagerhalle erheblichen Schaden an. In der Nacht vom 29. auf den 30. Juni 2024 brannte die Halle bis auf die Grundmauern nieder.
- Als Ensemble denkmalgeschützt: Die Gleisanlage, die Pflasterung von 1930 bis 1940, die Mauer als Einfriedung

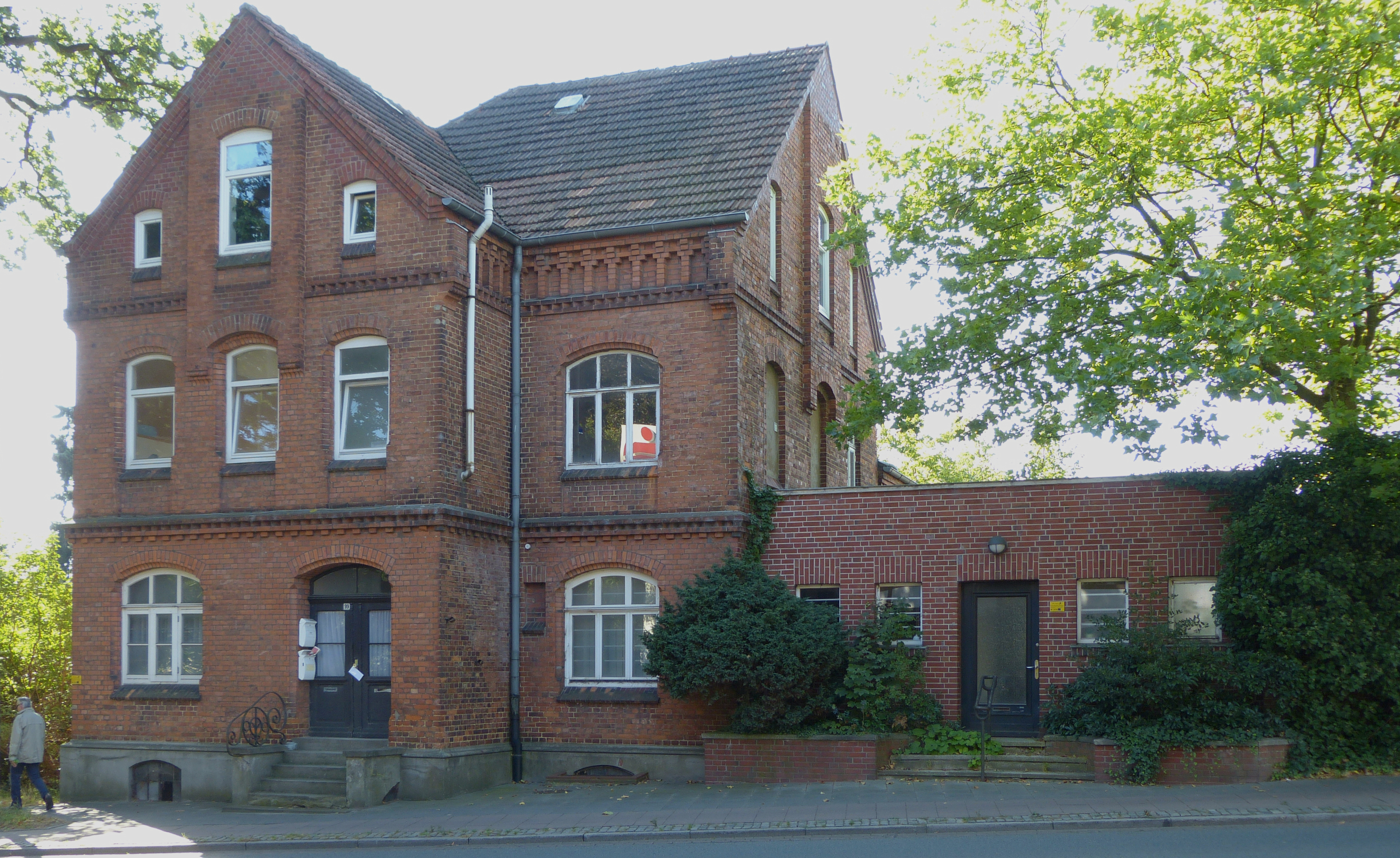
Toranlage und Pförtnerhaus
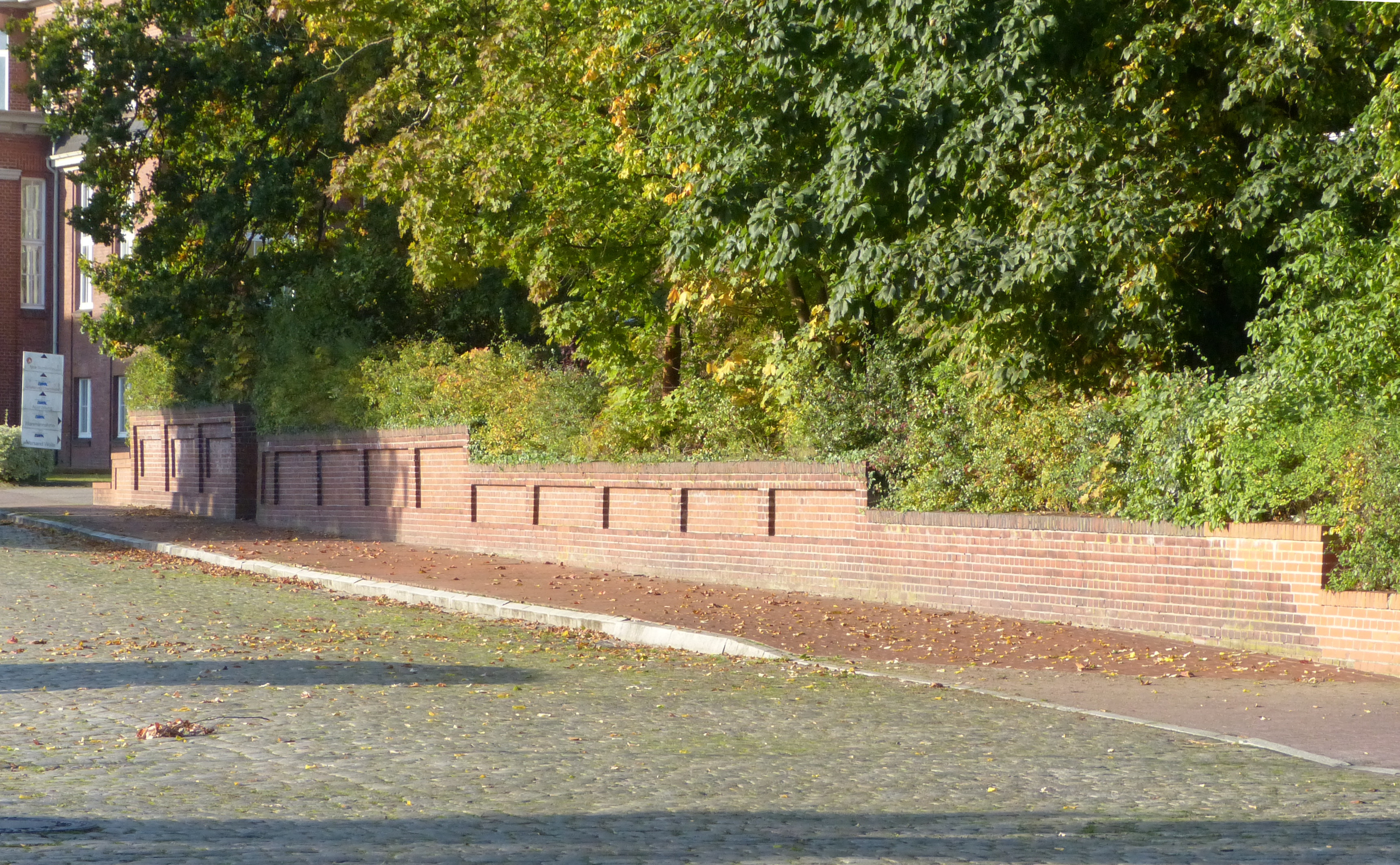
Mauer an der Hauptzufahrt
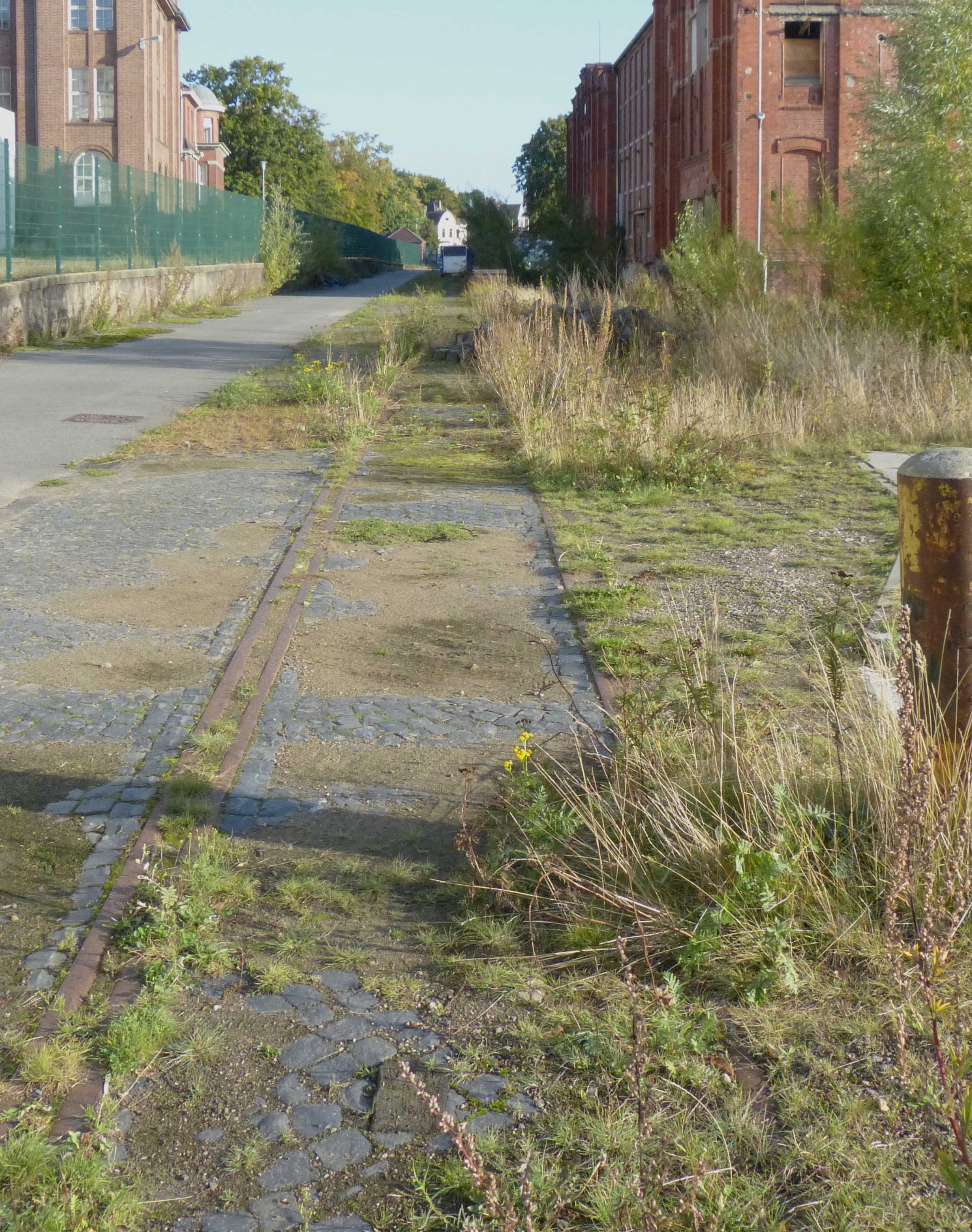
Gleisanlage

### Plastik

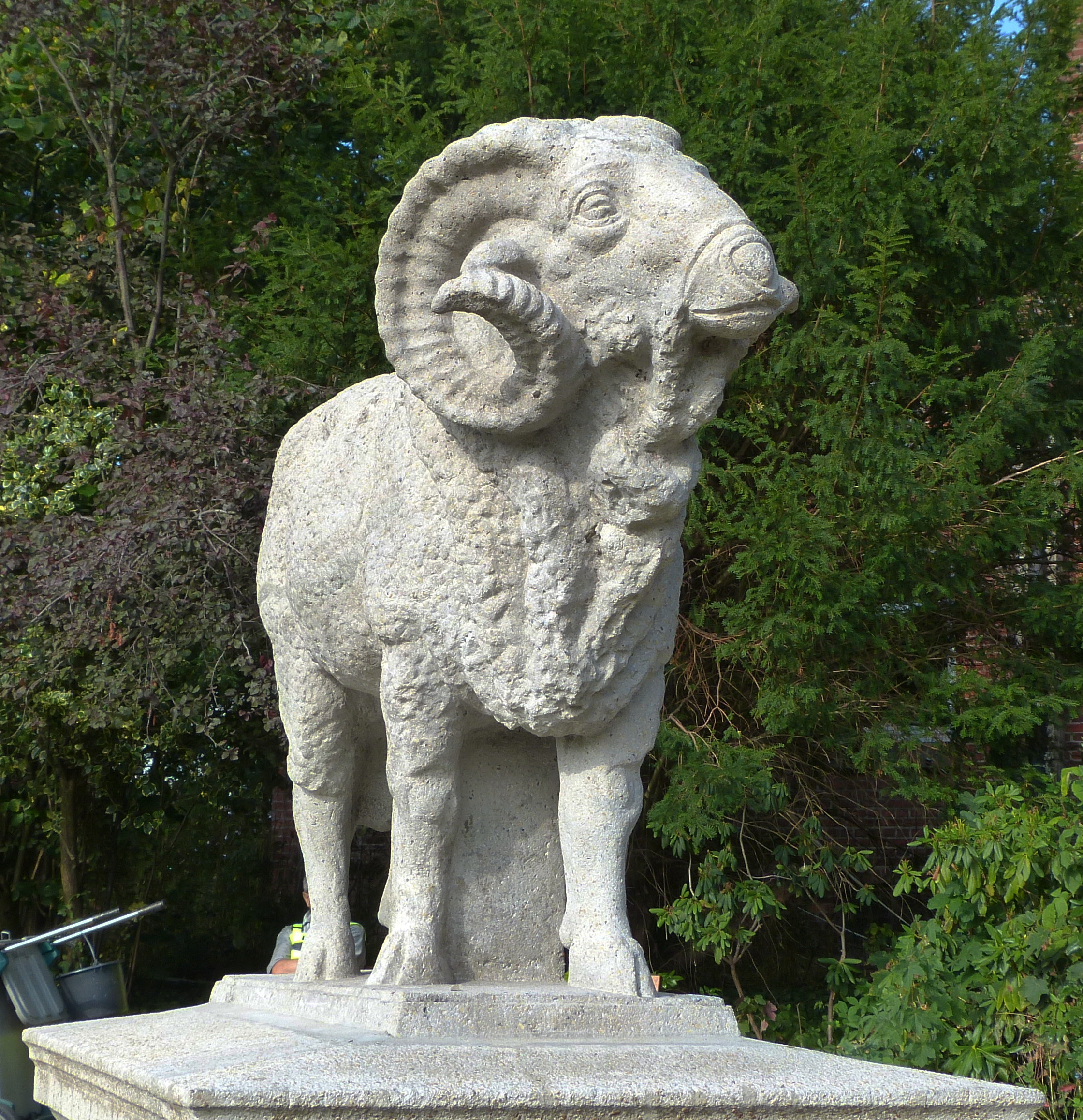
Sir Charles

Die Plastik des Widders Sir Charles aus Kunststein nach einem Entwurf von 1863 von Friedrich Wilhelm Wolff (Original) und als Abguss von dem hannoverschen Bildhauer Melchior von Hugo gefertigt, stellt einen australischen Merinoschafzuchtbock da, der ironisch als Sir Charles geadelt wurde. Die Inschrift am Sockel lautet: „Den Blumenthaler Kollegen von den deutschen Wollkämmern 1932“. Sie stand seit 1932 vor der Kaufmännischen Verwaltung, wurde 1980 nach der Stilllegung der Wollkämmerei in die Nähe des Bahnhofs Bremen-Blumenthal versetzt und kehrte 2017 an die Zufahrt zum Kämmerei-Gelände zurück.

### Wohnhäuser der Bremer Woll-Kämmerei
Das denkmalgeschützte Wohnhausensemble der Bremer Woll-Kämmerei entstand 1913, 1922/24 und 1934.